# Ligne M1 du métro d'Helsinki
Pour les articles homonymes, voir Ligne M1.
La ligne M1 est l'une des deux lignes du métro d'Helsinki en Finlande. 

## Historique
La section de la ligne de métro à Helsinki fonctionne depuis les années 1980. Le code de ligne M1 n'est entré en vigueur que le 15 août 2016, jour d'ouverture prévu du métro de l' Ouest. Bien que l'ouverture de l'extension ait été reportée à novembre 2017, la ligne M1 a commencé à fonctionner ce jour-là entre Ruoholahti et Vuosaari.
Son extension nommée Länsimetro est entrée en service le 3 décembre 2022.

## Caractéristiques
Elle relie Kivenlahti et Vuosaari.